# Отцелюбие римлянки (картина Рубенса)
«Отцелюбие римлянки» («Кимон и Перо») — картина Питера Пауля Рубенса из собрания Государственного Эрмитажа.
Картина является иллюстрацией античной легенды о милосердии и преданности дочернему долгу. Вот как излагает её римский писатель Валерий Максим в сочинении «Достопамятные деяния и изречения»:

Давайте теперь рассмотрим в качестве примера для подражания случай с благочестием Перо. Ее отец Кимон, сраженный похожей судьбой, был также взят под стражу. И она его, совсем уже старого, будто ребенка, кормила своей грудью. С глубоким изумлением взирают глаза людей на картину, изображающую тот давнишний случай, и вспоминаются тогда его особенности, и кажется, что в этих молчаливых линиях просыпаются живые и дышащие тела.
Для исполнения фигуры Кимона Рубенс вдохновлялся античной статуей «Облокотившийся Геркулес», которую зарисовал во время пребывания в Италии в 1606—1608 годах, этот рисунок хранится в Амброзианской библиотеке в Милане; также заметно влияние фрески Микеланджело «Опьянение Ноя» из Сикстинской капеллы.
Картина была написана около 1612 года и впоследствии принадлежала епископу города Брюгге Карелу ван дер Босху, от которого она перешла в собрание графа И. Ф. Кобенцля в Брюсселе, где в 1768 году была выкуплена императрицей Екатериной II и таким образом стала одной из первых картин собрания Эрмитажа. Выставляется в здании Нового Эрмитажа в зале 247.
В 1630 году Рубенс написал картину «Кимон и Перо» на аналогичный сюжет (холст, масло, 155 × 190), которая хранится в Рейксмюсеуме в Амстердаме.

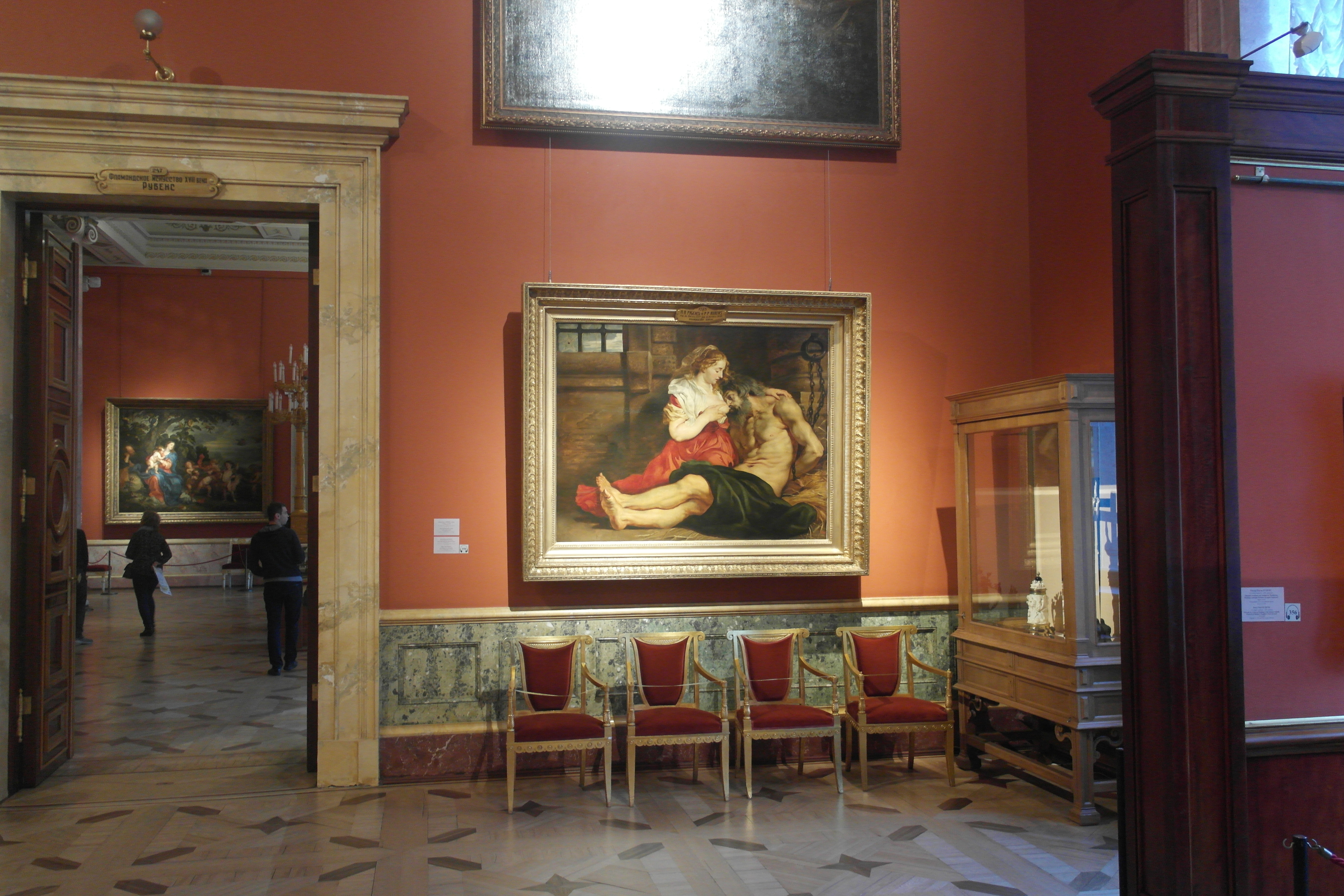
Картина в зале 247 Нового Эрмитажа
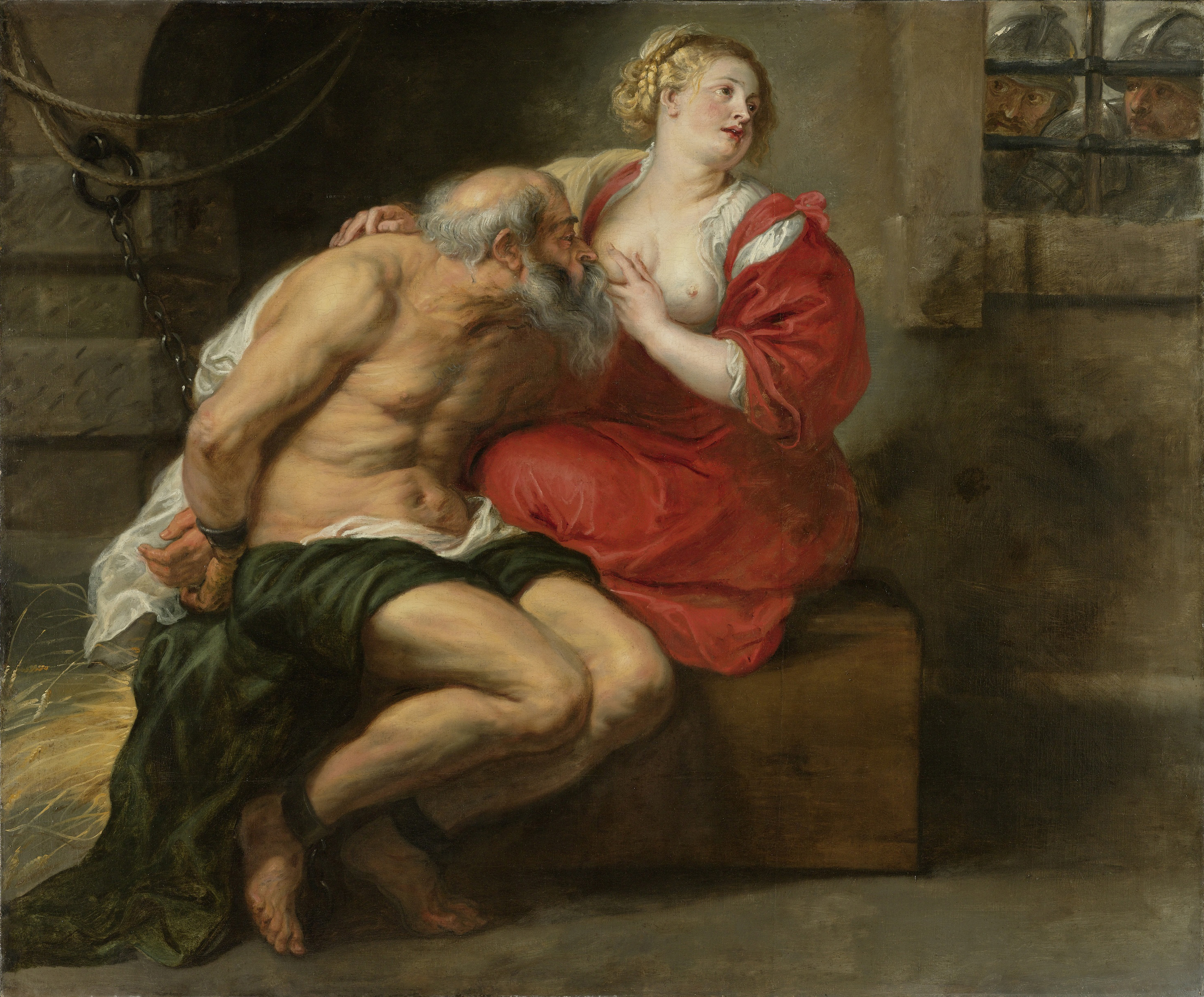
Вариант картины из Рейксмюзеума. 1630 год.